# Ridderorden in Senegal
De Franse kolonie Senegal kende geen eigen ridderorde maar de voor Frans-West-Afrika bestemde 
- Koloniale Orde van de Zwarte Ster (Frans:"Ordre colonial de l’Étoile Noire")

werd ook in Senegal uitgereikt.

De Afrikaanse republiek Senegal heeft na de onafhankelijkheid van Frankrijk in 1960 drie ridderorden ingesteld. De orden hebben gebroken met de Franse traditie waarin een grootofficier een ster op de rechterborst draagt. De president van Senegal is Grootmeester van de belangrijkste Senegalese orde, de Nationale Orde van de Leeuw (Frans: "Ordre National du Lion").
Daarnaast zijn er de
- Orde van Verdienste (Frans: "Ordre du Mérite")
- Orde van Twintig Augustus (Frans: "Ordre du 29 Août")